# 吉昂 (孔迪镇)
吉昂（葡萄牙語：Gião）是葡萄牙波尔图区的一个堂区。总面积4.93平方公里，总人口1535人，人口密度311.4人/平方公里。